# Nakamichi

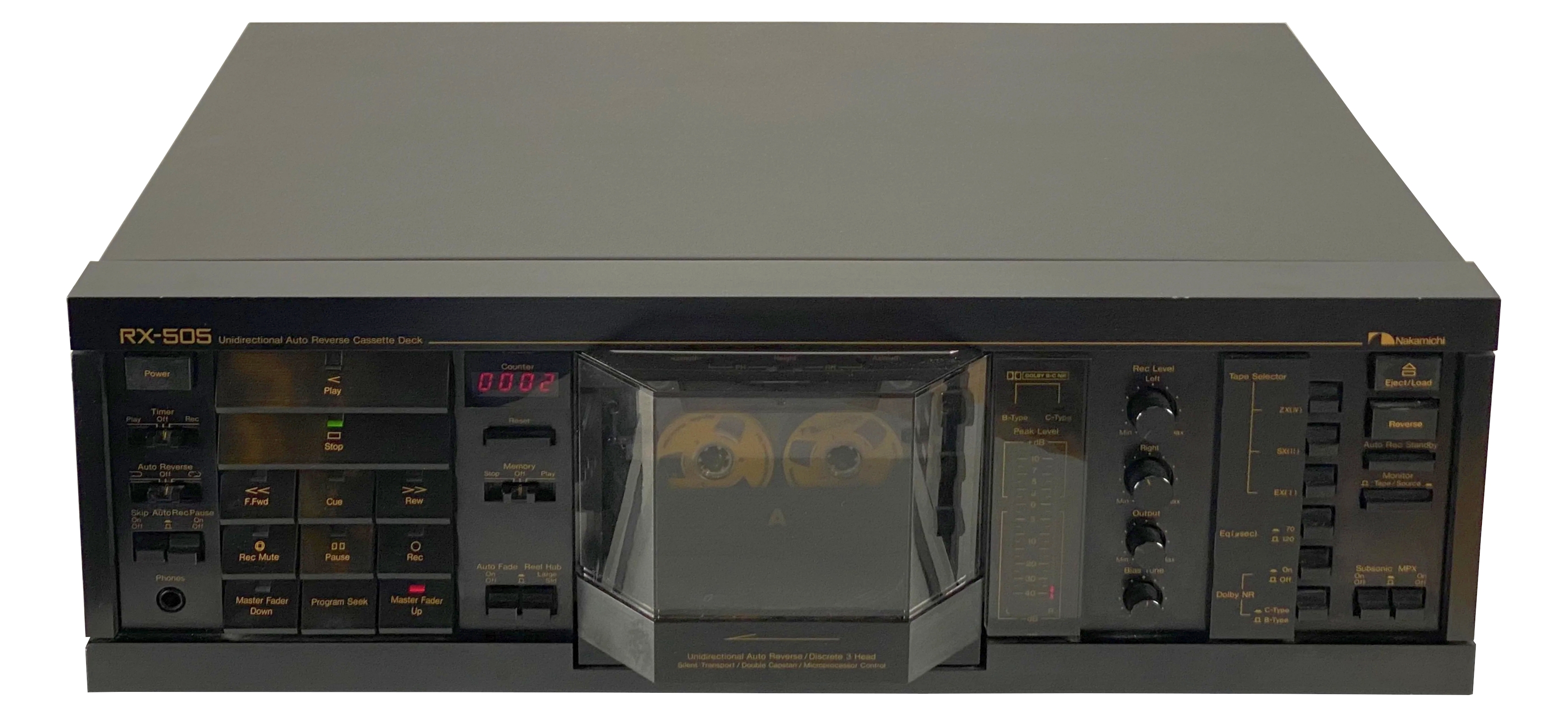
Kassettbandspelare RX-505 från Nakamichi

Nakamichi, japanskt elektronikföretag för hifi-produkter grundat 1948, då som ett forskningsföretag för elektronik och optik. Nakamichi fick 1969 den första licensen för Dolby B brusreducering. Företagets produkter såldes under andra namn fram till 1972, då den avancerade kassettbandspelaren Nakamichi 1000 lanserades.